# フランツ・モア
フランツ・モア（Franz Mohr、1927年9月27日 – 2022年3月27日）はドイツのドーレン出身のアメリカのピアノ調律師（pianotuner）。現在、世界で最も高い評価を受けているピアノ調律師である。

## 概要
ケルン音楽大学でバイオリンを学び、その後、間もなくピアノ調律師に転向。
ケルンでピアノ製造を1950年から学び、1956年にデュッセルドルフのスタインウエイ取扱業者のためのコンサートチューナーになる。そして6年後に、彼は家族と共にニューヨークへ移る。当時のニューヨークスタインウェイ社のチーフテクニシャンで熟練のピアノ技術者ウィリアム・ハフナーの助手として1962年にニューヨークスタインウエイ社に入社。1968年にウィリアム・ハフナーの跡を継ぐ。
モアは半世紀の間、スタインウェイ・アンド・サンズ社のチーフテクニシャンとして、ウラディミール・ホロヴィッツ、アルトゥール・ルービンシュタイン、グレン・グールド、ルドルフ・ゼルキン、アルトゥーロ・ベネデッティ・ミケランジェリと多くの伝説的ピアニストの専属調律師として活躍。1992年にニューヨークスタインウエイ社のチーフテクニシャンを引退。妻（エリザベス）、娘のエレン、そして２人の息子がいて、その一人はスタインウェイ・アンド・サンズ社のカスタマーマネージャーとして働くことによって、家風を続けている。
度々、来日している。